# Puritan (yacht)
Le voilier Puritan était le defender américain qui remporta la cinquième coupe de l'America en 1885, face au challenger britannique Genesta du Royal Yacht Squadron..

## Construction
Le Puritan a été dessiné par Edward Burgess et construit à Boston (Massachusetts) dans le chantier George Lawley & Son (en). Il est lancé le 26 mai 1885.
De conception originale, il combinait des designs anglais et américain, avec le tirant d'eau d'un cotre et la largeur et la puissance d'un sloop. Il était skippé par son propriétaire John Malcolm Forbes, un homme d'affaires issu de la riche famille Forbes de Boston.

## Carrière
Après avoir vaincu le bateau Priscilla du New York Yacht Club, il défend la coupe contre le challenger Genesta, un cotre britannique traditionnel. Il remporte la coupe en 1885 par deux victoires à zéro.
Immédiatement après, il sert à la mise au point d'une version améliorée qui sera Mayflower, le defender vainqueur de la Coupe en 1886.
Son gréement en cotre est ensuite remplacé par deux mâts de goélette.

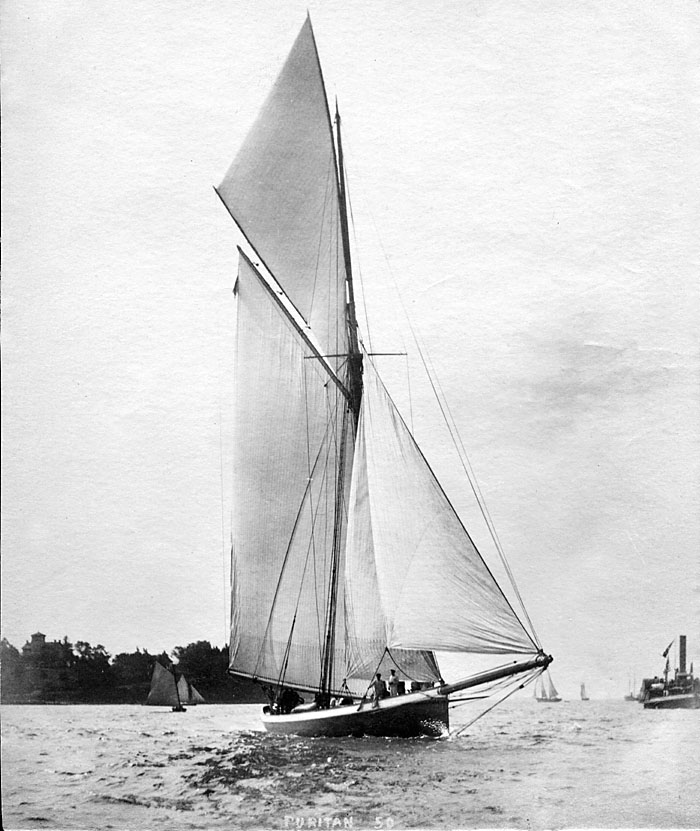
Puritan gréé en cotre.